# Контвиль (Кальвадос)
Контви́ль (фр. Conteville) — коммуна во Франции, находится в регионе Нижняя Нормандия. Департамент коммуны — Кальвадос. Входит в состав кантона Бургебюс. Округ коммуны — Кан.
Код INSEE коммуны — 14176.

## Население
Население коммуны на 2010 год составляло 103 человека.
| 1962 | 1968 | 1975 | 1982 | 1990 | 1999 | 2010 |
| ---- | ---- | ---- | ---- | ---- | ---- | ---- |
| 69   | 74   | 69   | 57   | 80   | 82   | 103  |

## Экономика
В 2010 году среди 65 человек трудоспособного возраста (15—64 лет) 52 были экономически активными, 13 — неактивными (показатель активности — 80,0 %, в 1999 году было 71,4 %). Из 52 активных жителей работали 47 человек (25 мужчин и 22 женщины), безработных было 5 (4 мужчины и 1 женщина). Среди 13 неактивных 5 человек были учениками или студентами, 6 — пенсионерами, 2 были неактивными по другим причинам.